# Аюбов, Алихан Абубакарович
Алиха́н Абубака́рович Аю́бов (род. 19 марта 1988, Бено-Юрт, Чечено-Ингушская АССР) — российский борец классического стиля, призёр чемпионатов России, обладатель командного Кубка мира, мастер спорта России.

## Биография
Родился 19 марта 1988 года в селе Бено-Юрт Надтеречного района Чечено-Ингушской АССР. В 1989 году переехал в Омск. В 2005 году окончил школу и переехал к старшему брату в Москву. Выпускник Московской сельскохозяйственной академии имени Тимирязева. Его тренер С. В. Шевырёв.

## Семья
Рано потерял отца. У него три брата. Старшие братья Шахрудин и Бекхан — мастера спорта. Шахрудин является членом сборной России по греко-римской борьбе, призёр чемпионатов страны.

## Спортивные результаты
- 18 апреля 2013, Чемпионат Москвы, 120 кг, 2-е место;
- 29 марта 2013, Турнир памяти А. Савинкина и В. Малова, Москва, 120 кг, 1-е место;
- 19 февраля 2013, Кубок Мира, Тегеран (Иран), 120 кг, 4-е место;
- 19 января 2013, Международный турнир И. М. Поддубного, Тюмень, 120 кг, 3-е место;
- 10 мая 2012, Чемпионат России, Саранск, 120 кг, 3-е место;
- 23 июня 2011, Чемпионат России, Красноярск, 96 кг, 24-е место;
- 27 мая 2011, Первенство России среди молодежи, Саранск, 96 кг, 2-е место;
- 13 мая 2011, Турнир памяти А. Савинкина и В. Малова, Москва, 96 кг, 5-е место;
- 14 января 2011, Международный турнир И. М. Поддубного, Тюмень, 96 кг, 24-е место;
- 18 июня 2010, Чемпионат России, Москва, 96 кг, 11-е место;
- 28 мая 2010, Первенство России среди молодежи, Октябрьский, 96 кг, 3-е место;
- 12 мая 2010, Чемпионат Москвы, 96 кг, 8-е место;
- 28 апреля 2010, Первенство Москвы среди молодежи, 96 кг, 3-е место;
- 23 апреля 2010, Турнир памяти А. Савинкина и В. Малова, Москва, 96 кг, 10-е место;
- 15 января 2010, Международный турнир И. М. Поддубного, Тюмень, 96 кг, 14-е место;
- 29 мая 2009, Первенство России среди молодежи, Йошкар-Ола, 96 кг, 12-е место;
- 11 мая 2009, Чемпионат Москвы, 96 кг, 5-е место;
- 24 апреля 2009, Турнир памяти А. Савинкина и В. Малова среди молодежи, 96 кг, 2-е место;
- 13 февраля 2009, Первенство Москвы среди молодежи, 96 кг, 2-е место;
- 17 апреля 2008, Первенство России среди юниоров, Сургут, 96 кг, 3-е место;
- 28 марта 2008, Турнир памяти А. Савинкина и В. Малова среди молодежи, Москва, 96 кг, 1-е место;
- 13 ноября 2007, Турнир памяти Героев ВОВ, Героев спорта, Москва, 96 кг, 5-е место;
- 26 сентября 2007, Первенство Москвы среди юниоров, 96 кг, 3-е место;
- 30 января 2007, Первенство Москвы среди юниоров, 96 кг, 3-е место;
- 16 ноября 2006, Турнир памяти Героев ВОВ, Героев спорта, Москва, 96 кг, 2-е место;
- 26 сентября 2006, Первенство Москвы среди юниоров, 96 кг, 3-е место;
- 03 ноября 2005, Первенство России среди юниоров, Пермь, 96 кг, 11-е место.